# Shinshiro (Aichi)
Shinshiro (新城市 Shinshiro-shi?) es una ciudad que se encuentra al extremo este de la Prefectura de Aichi, Japón. 
Según datos del 2010, la ciudad tiene una población estimada de 50.379 habitantes y una densidad de 101 personas por km². El área total es de 499 km², siendo la segunda ciudad más grande de la prefectura, detrás de Toyota.
La ciudad fue fundada el 1 de octubre de 2005, tras la fusión del pueblo de Hōrai y la villa de Tsukude, ambas en el distrito de Minamishitara. Tras la fusión, dicho distrito dejó de existir.
En Shinshiro se ubicaba el Castillo Nagashino, en donde ocurrió la Batalla de Nagashino en 1575.

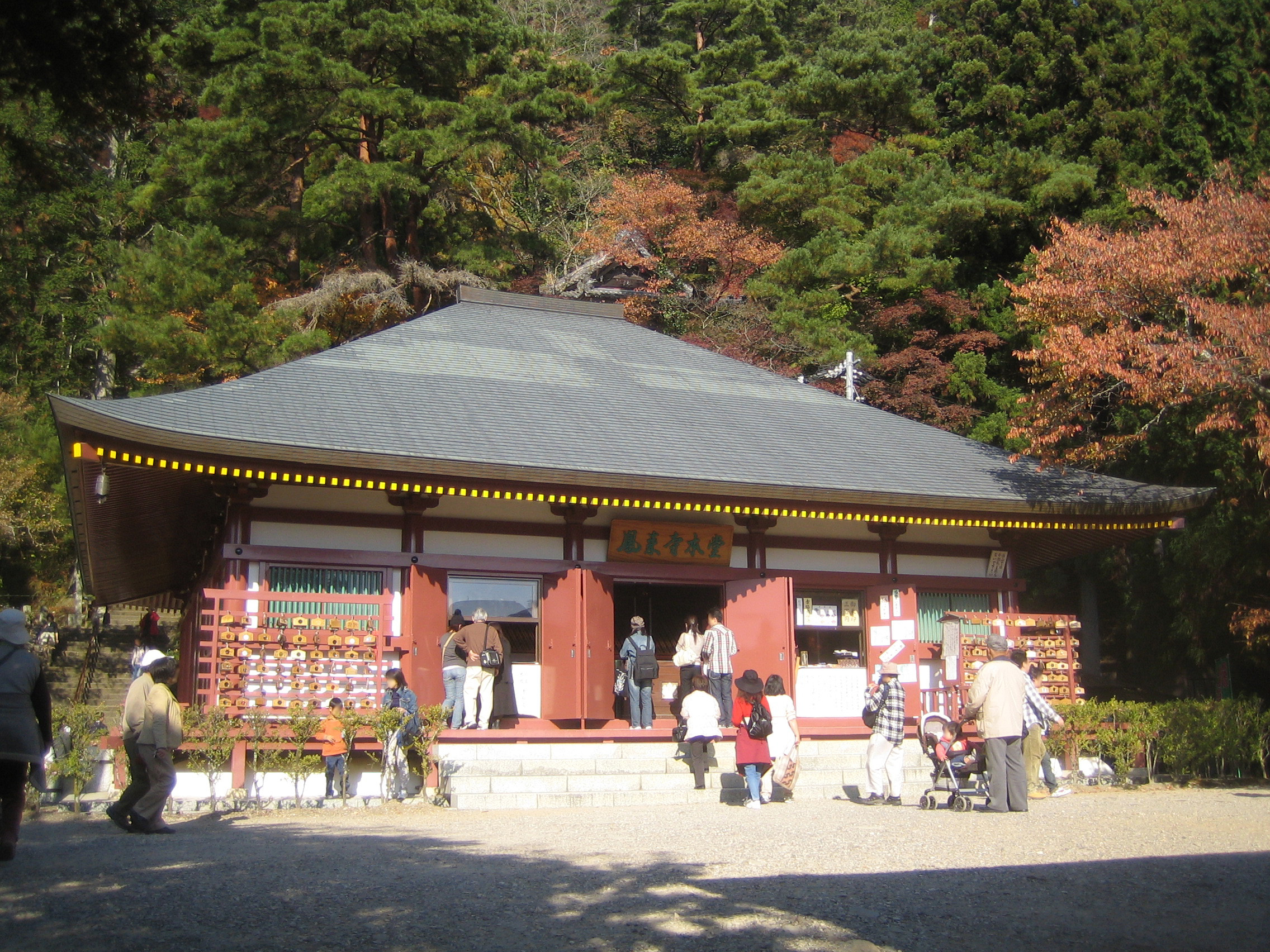
Hōrai-ji

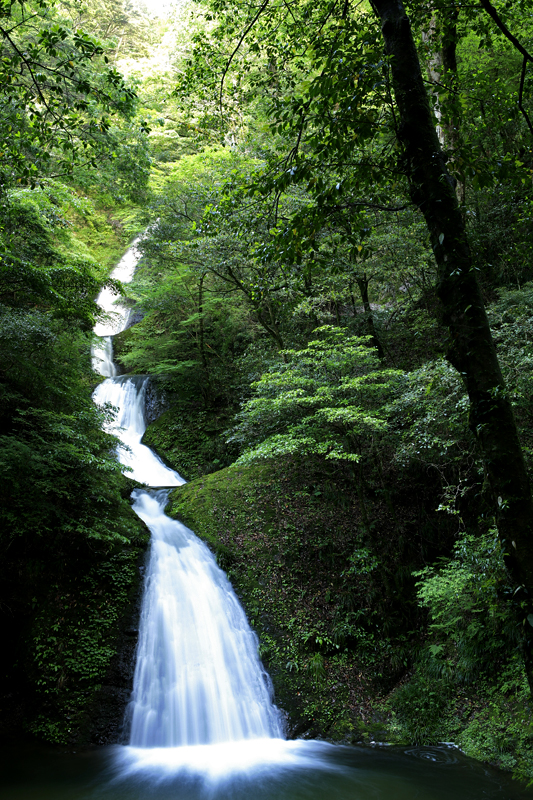
Cataratas de Atera

## Ciudades hermanas
- Taketoyo, Japón
- Newcastle (Pensilvania), Estados Unidos